# Variante du jeu d'échecs
Pour les articles homonymes, voir Variante et Variante (échecs).
Ne doit pas être confondu avec variante d'ouverture du jeu d'échecs.
Une variante du jeu d’échecs est un jeu dérivé ou voisin du jeu d'échecs traditionnel, dont il diffère en apportant de nouveaux éléments (pièces, règles, taille/forme de l’échiquier, etc.).
Toutes les variantes d’échecs, et ceci inclut le jeu d’échecs classique lui-même, sont des variantes d’une certaine forme de jeu. Certaines catégories, sont des variantes historiques (Chaturanga, Shatranj, etc.) ou des variantes régionales (Makruk, Sittuyin, Janggi, etc.). Le Xiangqi (ou échecs chinois) et le Shogi (échecs japonais) sont des variantes largement jouées, et qui se sont historiquement développées en même temps que les échecs poursuivaient leur évolution en Europe vers le jeu moderne tel qu'il est aujourd'hui

## Histoire des variantes
L'histoire des variantes d'échecs est pratiquement aussi ancienne que l'histoire du jeu d'échecs standard lui-même. En effet, les premiers traités techniques connus, écrits par les premiers maîtres à la cour abbasside de Bagdad au IXe siècle, faisaient déjà état de variantes. Plus de détails sont donnés dans Les Prairies d'or de l'historien al-Ma'sudi paru en 947. Il cite des échecs "complets" (at-tamma) sur un échiquier décimal de 10x10 cases, des échecs oblongs (al-mustatila) sur 4x16 cases, des échecs "circulaires" (al-muddawara), des échecs "astronomiques" (al-falakiya) et quelques autres moins documentés.
Cette dynamique de création de nouveaux jeux ne s'est jamais arrêtée. Le Moyen Âge a vu la naissance d'autres grandes variantes qui connurent un certain succès, au moins une certaine célébrité qui a attiré l'attention des amateurs jusqu'à aujourd'hui. Par exemple, le « Chaturaji » à quatre joueurs de l'Inde, les échecs de Tamerlan sur un plateau de 11x10 cases, le Grant Acedrex (en) (sur 12x12 cases) et les échecs "des Quatre Saisons" pour quatre joueurs du roi Alphonse X de Castille, les échecs "Courrier" sur 12x8 cases peints par Van Leyden (vers 1508) et bien d'autres.
Une revue de l’histoire du jeu permet d’identifier plusieurs termes qui ont été utilisés pour décrire les variantes d’échecs. Le terme le plus ancien, parle de « variété d’échecs » (variety of chess en anglais), ou de pluralité des variétés des jeux d’échecs (plural varieties of chess en anglais). Ce terme a été retrouvé dans plusieurs publications, entre la fin du XIXe siècle et jusqu’à la fin de l’année 1977.
- Forbes, Duncan. The History of Chess[1] (1860)
- Verney, George Hope. Chess Eccentricities[2] (1885)
- Falkener, Edward. Games ancient and oriental and how to play them[3] (1892)
- Murray, H. J. R. The History of Chess[4] (1913)
- Murray, H. J. R. A Short History of Chess[5]. (1917)
- Dickins, Anthony. A Guide to Fairy Chess[6] (1971, 3rd Edition)
- Golombeck, Harry. Golombek’s Encyclopedia of Chess[7] (1977)

Murray dans son livre « The History of Chess » avait utilisé le terme « jeu d’échecs » pour décrire une variété de jeux plus large que le jeu d’échecs moderne tel qu’on le connait de nos jours. Il remontait à l’histoire du jeu, en mentionnant le Chaturanga du temps de l’ancienne Inde, et en listant plusieurs jeux qui ont essayé de modifier certaines règles, la mobilité des pièces, etc. Ainsi, le jeu d’échecs n’est pas une forme particulière du jeu avec un équipement et des règles de jeu uniques. Il s’agit d’une famille ou classe de jeux, partageant des caractéristiques communes et essentielles. Cette famille ou classe de jeu peut se décliner en différentes variantes.
Un autre terme utilisé lui aussi au début du XXe siècle pour décrire les variantes d’échecs est le terme : Échecs féeriques. En 1918, T.R. Dawson, fut le premier à avoir utilisé ce terme dans une publication (sur suggestion de M. Henry Tate de Melbourne). Cette idée avait servi essentiellement à la construction de problèmes d’échecs incluant de nouvelles pièces ou utilisant des règles différentes. Ainsi, les échecs féériques ont utilisé les échecs classiques comme point de départ, en y apportant des modifications.
Joseph Boyer utilisa lui le terme d'échecs non orthodoxes dans ses livrets publiés à compte d'auteur en 1951 (Les Jeux d'échecs non-orthodoxes) et 1954 (Nouveaux Jeux d'échecs non-orthodoxes). Ces ouvrages à diffusion restreintes ont énormément influencé les générations ultérieures à commencer par Vernon Rylands Parton qui correspondait avec Joseph Boyer.
Les échecs hétérodoxes représentent une alternative sémantique à échecs féériques. Ce terme est plus récent et a été utilisé par le groupe AISE : Associazione Italiana Scacchi Eterodossi une association italienne où on joue aux variantes d’échecs par correspondance. La traduction du nom de ce groupe est : Association Italienne des Échecs Hétérodoxes. Le terme hétérodoxe est l’opposé du terme orthodoxe, rendant cette dénomination problématique car une majorité des jeux décrits partagent beaucoup de similitudes avec le jeu d’échecs moderne.
Un inventeur prolifique comme Vernon Rylands Parton commença à utiliser l’expression Variétés du jeu d’échecs et ce terme va devenir la référence. Il l’a utilisé pour la première en 1961 dans sa publication dans Curiouser & Curiouser.
John Gollon introduisit un autre terme : Variantes du jeu d’échecs, utilisé pour la première fois dans son livre Chess Variations: Ancient, Regional, and Modern, publié en 1968. Le terme n’a pas eu beaucoup de succès, car les joueurs d’échecs utilisent le terme variante pour décrire une variante dans l’ouverture du jeu d’échecs : ouverture sicilienne, variante dragon. Ce terme a été ensuite repris par plusieurs personnes, dont VR Parton qui la définitivement adopté au terme de la publication de son livret « Enduring spirits of Dasapada » : il avait écrit ces lignes, traduites de l'anglais : « l’idée d’une ligne de pions avancée est retrouvée dans plusieurs variantes d’échecs, comme Shogi, etc. »
D'autres sociétés, groupes ou auteurs, ont renforcé l'utilisation de ce terme. Les plus influents étaient : l'association NOST (Knights of the Square Table), une association mondiale essentiellement active aux États-Unis, et qui se spécialise dans le l'organisation de matchs, tournois, championnats de variantes d'échecs par correspondance. Au cours des années 1990, d'innombrables publications pérennisent l'utilisation de ce terme Variantes d'échecs : magazine « Variant Chess », édité par George Jellis, British Chess Variants Association, et plus spécifiquement l’excellent travail publié par D. B. Pritchard dans son encyclopédie : « The Encyclopedia of Chess Variants ».
Les variantes d'échecs ont bénéficié de regain de popularité grâce à l'Internet et notamment le site spécialisé www.chessvariants.com, fondé en 1997 par Hans Bodlaender. L'auteur français Jean-Louis Cazaux leur a consacré plusieurs ouvrages récents,,.
|   | a | b | c | d | e | f | g | h |   |
| 8 | Fou noir sur case blanche a8 · Cavalier noir sur case noire b8 · Tour noire sur case blanche c8 · Fou noir sur case noire d8 · Cavalier noir sur case blanche e8 · Roi noir sur case noire f8 · Tour noire sur case blanche g8 · Dame noire sur case noire h8 · Pion noir sur case noire a7 · Pion noir sur case blanche b7 · Pion noir sur case noire c7 · Pion noir sur case blanche d7 · Pion noir sur case noire e7 · Pion noir sur case blanche f7 · Pion noir sur case noire g7 · Pion noir sur case blanche h7 · Pion blanc sur case blanche a2 · Pion blanc sur case noire b2 · Pion blanc sur case blanche c2 · Pion blanc sur case noire d2 · Pion blanc sur case blanche e2 · Pion blanc sur case noire f2 · Pion blanc sur case blanche g2 · Pion blanc sur case noire h2 · Fou blanc sur case noire a1 · Cavalier blanc sur case blanche b1 · Tour blanche sur case noire c1 · Fou blanc sur case blanche d1 · Cavalier blanc sur case noire e1 · Roi blanc sur case blanche f1 · Tour blanche sur case noire g1 · Dame blanche sur case blanche h1 | Fou noir sur case blanche a8 · Cavalier noir sur case noire b8 · Tour noire sur case blanche c8 · Fou noir sur case noire d8 · Cavalier noir sur case blanche e8 · Roi noir sur case noire f8 · Tour noire sur case blanche g8 · Dame noire sur case noire h8 · Pion noir sur case noire a7 · Pion noir sur case blanche b7 · Pion noir sur case noire c7 · Pion noir sur case blanche d7 · Pion noir sur case noire e7 · Pion noir sur case blanche f7 · Pion noir sur case noire g7 · Pion noir sur case blanche h7 · Pion blanc sur case blanche a2 · Pion blanc sur case noire b2 · Pion blanc sur case blanche c2 · Pion blanc sur case noire d2 · Pion blanc sur case blanche e2 · Pion blanc sur case noire f2 · Pion blanc sur case blanche g2 · Pion blanc sur case noire h2 · Fou blanc sur case noire a1 · Cavalier blanc sur case blanche b1 · Tour blanche sur case noire c1 · Fou blanc sur case blanche d1 · Cavalier blanc sur case noire e1 · Roi blanc sur case blanche f1 · Tour blanche sur case noire g1 · Dame blanche sur case blanche h1 | Fou noir sur case blanche a8 · Cavalier noir sur case noire b8 · Tour noire sur case blanche c8 · Fou noir sur case noire d8 · Cavalier noir sur case blanche e8 · Roi noir sur case noire f8 · Tour noire sur case blanche g8 · Dame noire sur case noire h8 · Pion noir sur case noire a7 · Pion noir sur case blanche b7 · Pion noir sur case noire c7 · Pion noir sur case blanche d7 · Pion noir sur case noire e7 · Pion noir sur case blanche f7 · Pion noir sur case noire g7 · Pion noir sur case blanche h7 · Pion blanc sur case blanche a2 · Pion blanc sur case noire b2 · Pion blanc sur case blanche c2 · Pion blanc sur case noire d2 · Pion blanc sur case blanche e2 · Pion blanc sur case noire f2 · Pion blanc sur case blanche g2 · Pion blanc sur case noire h2 · Fou blanc sur case noire a1 · Cavalier blanc sur case blanche b1 · Tour blanche sur case noire c1 · Fou blanc sur case blanche d1 · Cavalier blanc sur case noire e1 · Roi blanc sur case blanche f1 · Tour blanche sur case noire g1 · Dame blanche sur case blanche h1 | Fou noir sur case blanche a8 · Cavalier noir sur case noire b8 · Tour noire sur case blanche c8 · Fou noir sur case noire d8 · Cavalier noir sur case blanche e8 · Roi noir sur case noire f8 · Tour noire sur case blanche g8 · Dame noire sur case noire h8 · Pion noir sur case noire a7 · Pion noir sur case blanche b7 · Pion noir sur case noire c7 · Pion noir sur case blanche d7 · Pion noir sur case noire e7 · Pion noir sur case blanche f7 · Pion noir sur case noire g7 · Pion noir sur case blanche h7 · Pion blanc sur case blanche a2 · Pion blanc sur case noire b2 · Pion blanc sur case blanche c2 · Pion blanc sur case noire d2 · Pion blanc sur case blanche e2 · Pion blanc sur case noire f2 · Pion blanc sur case blanche g2 · Pion blanc sur case noire h2 · Fou blanc sur case noire a1 · Cavalier blanc sur case blanche b1 · Tour blanche sur case noire c1 · Fou blanc sur case blanche d1 · Cavalier blanc sur case noire e1 · Roi blanc sur case blanche f1 · Tour blanche sur case noire g1 · Dame blanche sur case blanche h1 | Fou noir sur case blanche a8 · Cavalier noir sur case noire b8 · Tour noire sur case blanche c8 · Fou noir sur case noire d8 · Cavalier noir sur case blanche e8 · Roi noir sur case noire f8 · Tour noire sur case blanche g8 · Dame noire sur case noire h8 · Pion noir sur case noire a7 · Pion noir sur case blanche b7 · Pion noir sur case noire c7 · Pion noir sur case blanche d7 · Pion noir sur case noire e7 · Pion noir sur case blanche f7 · Pion noir sur case noire g7 · Pion noir sur case blanche h7 · Pion blanc sur case blanche a2 · Pion blanc sur case noire b2 · Pion blanc sur case blanche c2 · Pion blanc sur case noire d2 · Pion blanc sur case blanche e2 · Pion blanc sur case noire f2 · Pion blanc sur case blanche g2 · Pion blanc sur case noire h2 · Fou blanc sur case noire a1 · Cavalier blanc sur case blanche b1 · Tour blanche sur case noire c1 · Fou blanc sur case blanche d1 · Cavalier blanc sur case noire e1 · Roi blanc sur case blanche f1 · Tour blanche sur case noire g1 · Dame blanche sur case blanche h1 | Fou noir sur case blanche a8 · Cavalier noir sur case noire b8 · Tour noire sur case blanche c8 · Fou noir sur case noire d8 · Cavalier noir sur case blanche e8 · Roi noir sur case noire f8 · Tour noire sur case blanche g8 · Dame noire sur case noire h8 · Pion noir sur case noire a7 · Pion noir sur case blanche b7 · Pion noir sur case noire c7 · Pion noir sur case blanche d7 · Pion noir sur case noire e7 · Pion noir sur case blanche f7 · Pion noir sur case noire g7 · Pion noir sur case blanche h7 · Pion blanc sur case blanche a2 · Pion blanc sur case noire b2 · Pion blanc sur case blanche c2 · Pion blanc sur case noire d2 · Pion blanc sur case blanche e2 · Pion blanc sur case noire f2 · Pion blanc sur case blanche g2 · Pion blanc sur case noire h2 · Fou blanc sur case noire a1 · Cavalier blanc sur case blanche b1 · Tour blanche sur case noire c1 · Fou blanc sur case blanche d1 · Cavalier blanc sur case noire e1 · Roi blanc sur case blanche f1 · Tour blanche sur case noire g1 · Dame blanche sur case blanche h1 | Fou noir sur case blanche a8 · Cavalier noir sur case noire b8 · Tour noire sur case blanche c8 · Fou noir sur case noire d8 · Cavalier noir sur case blanche e8 · Roi noir sur case noire f8 · Tour noire sur case blanche g8 · Dame noire sur case noire h8 · Pion noir sur case noire a7 · Pion noir sur case blanche b7 · Pion noir sur case noire c7 · Pion noir sur case blanche d7 · Pion noir sur case noire e7 · Pion noir sur case blanche f7 · Pion noir sur case noire g7 · Pion noir sur case blanche h7 · Pion blanc sur case blanche a2 · Pion blanc sur case noire b2 · Pion blanc sur case blanche c2 · Pion blanc sur case noire d2 · Pion blanc sur case blanche e2 · Pion blanc sur case noire f2 · Pion blanc sur case blanche g2 · Pion blanc sur case noire h2 · Fou blanc sur case noire a1 · Cavalier blanc sur case blanche b1 · Tour blanche sur case noire c1 · Fou blanc sur case blanche d1 · Cavalier blanc sur case noire e1 · Roi blanc sur case blanche f1 · Tour blanche sur case noire g1 · Dame blanche sur case blanche h1 | Fou noir sur case blanche a8 · Cavalier noir sur case noire b8 · Tour noire sur case blanche c8 · Fou noir sur case noire d8 · Cavalier noir sur case blanche e8 · Roi noir sur case noire f8 · Tour noire sur case blanche g8 · Dame noire sur case noire h8 · Pion noir sur case noire a7 · Pion noir sur case blanche b7 · Pion noir sur case noire c7 · Pion noir sur case blanche d7 · Pion noir sur case noire e7 · Pion noir sur case blanche f7 · Pion noir sur case noire g7 · Pion noir sur case blanche h7 · Pion blanc sur case blanche a2 · Pion blanc sur case noire b2 · Pion blanc sur case blanche c2 · Pion blanc sur case noire d2 · Pion blanc sur case blanche e2 · Pion blanc sur case noire f2 · Pion blanc sur case blanche g2 · Pion blanc sur case noire h2 · Fou blanc sur case noire a1 · Cavalier blanc sur case blanche b1 · Tour blanche sur case noire c1 · Fou blanc sur case blanche d1 · Cavalier blanc sur case noire e1 · Roi blanc sur case blanche f1 · Tour blanche sur case noire g1 · Dame blanche sur case blanche h1 | 8 |
| 7 | Fou noir sur case blanche a8 · Cavalier noir sur case noire b8 · Tour noire sur case blanche c8 · Fou noir sur case noire d8 · Cavalier noir sur case blanche e8 · Roi noir sur case noire f8 · Tour noire sur case blanche g8 · Dame noire sur case noire h8 · Pion noir sur case noire a7 · Pion noir sur case blanche b7 · Pion noir sur case noire c7 · Pion noir sur case blanche d7 · Pion noir sur case noire e7 · Pion noir sur case blanche f7 · Pion noir sur case noire g7 · Pion noir sur case blanche h7 · Pion blanc sur case blanche a2 · Pion blanc sur case noire b2 · Pion blanc sur case blanche c2 · Pion blanc sur case noire d2 · Pion blanc sur case blanche e2 · Pion blanc sur case noire f2 · Pion blanc sur case blanche g2 · Pion blanc sur case noire h2 · Fou blanc sur case noire a1 · Cavalier blanc sur case blanche b1 · Tour blanche sur case noire c1 · Fou blanc sur case blanche d1 · Cavalier blanc sur case noire e1 · Roi blanc sur case blanche f1 · Tour blanche sur case noire g1 · Dame blanche sur case blanche h1 | Fou noir sur case blanche a8 · Cavalier noir sur case noire b8 · Tour noire sur case blanche c8 · Fou noir sur case noire d8 · Cavalier noir sur case blanche e8 · Roi noir sur case noire f8 · Tour noire sur case blanche g8 · Dame noire sur case noire h8 · Pion noir sur case noire a7 · Pion noir sur case blanche b7 · Pion noir sur case noire c7 · Pion noir sur case blanche d7 · Pion noir sur case noire e7 · Pion noir sur case blanche f7 · Pion noir sur case noire g7 · Pion noir sur case blanche h7 · Pion blanc sur case blanche a2 · Pion blanc sur case noire b2 · Pion blanc sur case blanche c2 · Pion blanc sur case noire d2 · Pion blanc sur case blanche e2 · Pion blanc sur case noire f2 · Pion blanc sur case blanche g2 · Pion blanc sur case noire h2 · Fou blanc sur case noire a1 · Cavalier blanc sur case blanche b1 · Tour blanche sur case noire c1 · Fou blanc sur case blanche d1 · Cavalier blanc sur case noire e1 · Roi blanc sur case blanche f1 · Tour blanche sur case noire g1 · Dame blanche sur case blanche h1 | Fou noir sur case blanche a8 · Cavalier noir sur case noire b8 · Tour noire sur case blanche c8 · Fou noir sur case noire d8 · Cavalier noir sur case blanche e8 · Roi noir sur case noire f8 · Tour noire sur case blanche g8 · Dame noire sur case noire h8 · Pion noir sur case noire a7 · Pion noir sur case blanche b7 · Pion noir sur case noire c7 · Pion noir sur case blanche d7 · Pion noir sur case noire e7 · Pion noir sur case blanche f7 · Pion noir sur case noire g7 · Pion noir sur case blanche h7 · Pion blanc sur case blanche a2 · Pion blanc sur case noire b2 · Pion blanc sur case blanche c2 · Pion blanc sur case noire d2 · Pion blanc sur case blanche e2 · Pion blanc sur case noire f2 · Pion blanc sur case blanche g2 · Pion blanc sur case noire h2 · Fou blanc sur case noire a1 · Cavalier blanc sur case blanche b1 · Tour blanche sur case noire c1 · Fou blanc sur case blanche d1 · Cavalier blanc sur case noire e1 · Roi blanc sur case blanche f1 · Tour blanche sur case noire g1 · Dame blanche sur case blanche h1 | Fou noir sur case blanche a8 · Cavalier noir sur case noire b8 · Tour noire sur case blanche c8 · Fou noir sur case noire d8 · Cavalier noir sur case blanche e8 · Roi noir sur case noire f8 · Tour noire sur case blanche g8 · Dame noire sur case noire h8 · Pion noir sur case noire a7 · Pion noir sur case blanche b7 · Pion noir sur case noire c7 · Pion noir sur case blanche d7 · Pion noir sur case noire e7 · Pion noir sur case blanche f7 · Pion noir sur case noire g7 · Pion noir sur case blanche h7 · Pion blanc sur case blanche a2 · Pion blanc sur case noire b2 · Pion blanc sur case blanche c2 · Pion blanc sur case noire d2 · Pion blanc sur case blanche e2 · Pion blanc sur case noire f2 · Pion blanc sur case blanche g2 · Pion blanc sur case noire h2 · Fou blanc sur case noire a1 · Cavalier blanc sur case blanche b1 · Tour blanche sur case noire c1 · Fou blanc sur case blanche d1 · Cavalier blanc sur case noire e1 · Roi blanc sur case blanche f1 · Tour blanche sur case noire g1 · Dame blanche sur case blanche h1 | Fou noir sur case blanche a8 · Cavalier noir sur case noire b8 · Tour noire sur case blanche c8 · Fou noir sur case noire d8 · Cavalier noir sur case blanche e8 · Roi noir sur case noire f8 · Tour noire sur case blanche g8 · Dame noire sur case noire h8 · Pion noir sur case noire a7 · Pion noir sur case blanche b7 · Pion noir sur case noire c7 · Pion noir sur case blanche d7 · Pion noir sur case noire e7 · Pion noir sur case blanche f7 · Pion noir sur case noire g7 · Pion noir sur case blanche h7 · Pion blanc sur case blanche a2 · Pion blanc sur case noire b2 · Pion blanc sur case blanche c2 · Pion blanc sur case noire d2 · Pion blanc sur case blanche e2 · Pion blanc sur case noire f2 · Pion blanc sur case blanche g2 · Pion blanc sur case noire h2 · Fou blanc sur case noire a1 · Cavalier blanc sur case blanche b1 · Tour blanche sur case noire c1 · Fou blanc sur case blanche d1 · Cavalier blanc sur case noire e1 · Roi blanc sur case blanche f1 · Tour blanche sur case noire g1 · Dame blanche sur case blanche h1 | Fou noir sur case blanche a8 · Cavalier noir sur case noire b8 · Tour noire sur case blanche c8 · Fou noir sur case noire d8 · Cavalier noir sur case blanche e8 · Roi noir sur case noire f8 · Tour noire sur case blanche g8 · Dame noire sur case noire h8 · Pion noir sur case noire a7 · Pion noir sur case blanche b7 · Pion noir sur case noire c7 · Pion noir sur case blanche d7 · Pion noir sur case noire e7 · Pion noir sur case blanche f7 · Pion noir sur case noire g7 · Pion noir sur case blanche h7 · Pion blanc sur case blanche a2 · Pion blanc sur case noire b2 · Pion blanc sur case blanche c2 · Pion blanc sur case noire d2 · Pion blanc sur case blanche e2 · Pion blanc sur case noire f2 · Pion blanc sur case blanche g2 · Pion blanc sur case noire h2 · Fou blanc sur case noire a1 · Cavalier blanc sur case blanche b1 · Tour blanche sur case noire c1 · Fou blanc sur case blanche d1 · Cavalier blanc sur case noire e1 · Roi blanc sur case blanche f1 · Tour blanche sur case noire g1 · Dame blanche sur case blanche h1 | Fou noir sur case blanche a8 · Cavalier noir sur case noire b8 · Tour noire sur case blanche c8 · Fou noir sur case noire d8 · Cavalier noir sur case blanche e8 · Roi noir sur case noire f8 · Tour noire sur case blanche g8 · Dame noire sur case noire h8 · Pion noir sur case noire a7 · Pion noir sur case blanche b7 · Pion noir sur case noire c7 · Pion noir sur case blanche d7 · Pion noir sur case noire e7 · Pion noir sur case blanche f7 · Pion noir sur case noire g7 · Pion noir sur case blanche h7 · Pion blanc sur case blanche a2 · Pion blanc sur case noire b2 · Pion blanc sur case blanche c2 · Pion blanc sur case noire d2 · Pion blanc sur case blanche e2 · Pion blanc sur case noire f2 · Pion blanc sur case blanche g2 · Pion blanc sur case noire h2 · Fou blanc sur case noire a1 · Cavalier blanc sur case blanche b1 · Tour blanche sur case noire c1 · Fou blanc sur case blanche d1 · Cavalier blanc sur case noire e1 · Roi blanc sur case blanche f1 · Tour blanche sur case noire g1 · Dame blanche sur case blanche h1 | Fou noir sur case blanche a8 · Cavalier noir sur case noire b8 · Tour noire sur case blanche c8 · Fou noir sur case noire d8 · Cavalier noir sur case blanche e8 · Roi noir sur case noire f8 · Tour noire sur case blanche g8 · Dame noire sur case noire h8 · Pion noir sur case noire a7 · Pion noir sur case blanche b7 · Pion noir sur case noire c7 · Pion noir sur case blanche d7 · Pion noir sur case noire e7 · Pion noir sur case blanche f7 · Pion noir sur case noire g7 · Pion noir sur case blanche h7 · Pion blanc sur case blanche a2 · Pion blanc sur case noire b2 · Pion blanc sur case blanche c2 · Pion blanc sur case noire d2 · Pion blanc sur case blanche e2 · Pion blanc sur case noire f2 · Pion blanc sur case blanche g2 · Pion blanc sur case noire h2 · Fou blanc sur case noire a1 · Cavalier blanc sur case blanche b1 · Tour blanche sur case noire c1 · Fou blanc sur case blanche d1 · Cavalier blanc sur case noire e1 · Roi blanc sur case blanche f1 · Tour blanche sur case noire g1 · Dame blanche sur case blanche h1 | 7 |
| 6 | Fou noir sur case blanche a8 · Cavalier noir sur case noire b8 · Tour noire sur case blanche c8 · Fou noir sur case noire d8 · Cavalier noir sur case blanche e8 · Roi noir sur case noire f8 · Tour noire sur case blanche g8 · Dame noire sur case noire h8 · Pion noir sur case noire a7 · Pion noir sur case blanche b7 · Pion noir sur case noire c7 · Pion noir sur case blanche d7 · Pion noir sur case noire e7 · Pion noir sur case blanche f7 · Pion noir sur case noire g7 · Pion noir sur case blanche h7 · Pion blanc sur case blanche a2 · Pion blanc sur case noire b2 · Pion blanc sur case blanche c2 · Pion blanc sur case noire d2 · Pion blanc sur case blanche e2 · Pion blanc sur case noire f2 · Pion blanc sur case blanche g2 · Pion blanc sur case noire h2 · Fou blanc sur case noire a1 · Cavalier blanc sur case blanche b1 · Tour blanche sur case noire c1 · Fou blanc sur case blanche d1 · Cavalier blanc sur case noire e1 · Roi blanc sur case blanche f1 · Tour blanche sur case noire g1 · Dame blanche sur case blanche h1 | Fou noir sur case blanche a8 · Cavalier noir sur case noire b8 · Tour noire sur case blanche c8 · Fou noir sur case noire d8 · Cavalier noir sur case blanche e8 · Roi noir sur case noire f8 · Tour noire sur case blanche g8 · Dame noire sur case noire h8 · Pion noir sur case noire a7 · Pion noir sur case blanche b7 · Pion noir sur case noire c7 · Pion noir sur case blanche d7 · Pion noir sur case noire e7 · Pion noir sur case blanche f7 · Pion noir sur case noire g7 · Pion noir sur case blanche h7 · Pion blanc sur case blanche a2 · Pion blanc sur case noire b2 · Pion blanc sur case blanche c2 · Pion blanc sur case noire d2 · Pion blanc sur case blanche e2 · Pion blanc sur case noire f2 · Pion blanc sur case blanche g2 · Pion blanc sur case noire h2 · Fou blanc sur case noire a1 · Cavalier blanc sur case blanche b1 · Tour blanche sur case noire c1 · Fou blanc sur case blanche d1 · Cavalier blanc sur case noire e1 · Roi blanc sur case blanche f1 · Tour blanche sur case noire g1 · Dame blanche sur case blanche h1 | Fou noir sur case blanche a8 · Cavalier noir sur case noire b8 · Tour noire sur case blanche c8 · Fou noir sur case noire d8 · Cavalier noir sur case blanche e8 · Roi noir sur case noire f8 · Tour noire sur case blanche g8 · Dame noire sur case noire h8 · Pion noir sur case noire a7 · Pion noir sur case blanche b7 · Pion noir sur case noire c7 · Pion noir sur case blanche d7 · Pion noir sur case noire e7 · Pion noir sur case blanche f7 · Pion noir sur case noire g7 · Pion noir sur case blanche h7 · Pion blanc sur case blanche a2 · Pion blanc sur case noire b2 · Pion blanc sur case blanche c2 · Pion blanc sur case noire d2 · Pion blanc sur case blanche e2 · Pion blanc sur case noire f2 · Pion blanc sur case blanche g2 · Pion blanc sur case noire h2 · Fou blanc sur case noire a1 · Cavalier blanc sur case blanche b1 · Tour blanche sur case noire c1 · Fou blanc sur case blanche d1 · Cavalier blanc sur case noire e1 · Roi blanc sur case blanche f1 · Tour blanche sur case noire g1 · Dame blanche sur case blanche h1 | Fou noir sur case blanche a8 · Cavalier noir sur case noire b8 · Tour noire sur case blanche c8 · Fou noir sur case noire d8 · Cavalier noir sur case blanche e8 · Roi noir sur case noire f8 · Tour noire sur case blanche g8 · Dame noire sur case noire h8 · Pion noir sur case noire a7 · Pion noir sur case blanche b7 · Pion noir sur case noire c7 · Pion noir sur case blanche d7 · Pion noir sur case noire e7 · Pion noir sur case blanche f7 · Pion noir sur case noire g7 · Pion noir sur case blanche h7 · Pion blanc sur case blanche a2 · Pion blanc sur case noire b2 · Pion blanc sur case blanche c2 · Pion blanc sur case noire d2 · Pion blanc sur case blanche e2 · Pion blanc sur case noire f2 · Pion blanc sur case blanche g2 · Pion blanc sur case noire h2 · Fou blanc sur case noire a1 · Cavalier blanc sur case blanche b1 · Tour blanche sur case noire c1 · Fou blanc sur case blanche d1 · Cavalier blanc sur case noire e1 · Roi blanc sur case blanche f1 · Tour blanche sur case noire g1 · Dame blanche sur case blanche h1 | Fou noir sur case blanche a8 · Cavalier noir sur case noire b8 · Tour noire sur case blanche c8 · Fou noir sur case noire d8 · Cavalier noir sur case blanche e8 · Roi noir sur case noire f8 · Tour noire sur case blanche g8 · Dame noire sur case noire h8 · Pion noir sur case noire a7 · Pion noir sur case blanche b7 · Pion noir sur case noire c7 · Pion noir sur case blanche d7 · Pion noir sur case noire e7 · Pion noir sur case blanche f7 · Pion noir sur case noire g7 · Pion noir sur case blanche h7 · Pion blanc sur case blanche a2 · Pion blanc sur case noire b2 · Pion blanc sur case blanche c2 · Pion blanc sur case noire d2 · Pion blanc sur case blanche e2 · Pion blanc sur case noire f2 · Pion blanc sur case blanche g2 · Pion blanc sur case noire h2 · Fou blanc sur case noire a1 · Cavalier blanc sur case blanche b1 · Tour blanche sur case noire c1 · Fou blanc sur case blanche d1 · Cavalier blanc sur case noire e1 · Roi blanc sur case blanche f1 · Tour blanche sur case noire g1 · Dame blanche sur case blanche h1 | Fou noir sur case blanche a8 · Cavalier noir sur case noire b8 · Tour noire sur case blanche c8 · Fou noir sur case noire d8 · Cavalier noir sur case blanche e8 · Roi noir sur case noire f8 · Tour noire sur case blanche g8 · Dame noire sur case noire h8 · Pion noir sur case noire a7 · Pion noir sur case blanche b7 · Pion noir sur case noire c7 · Pion noir sur case blanche d7 · Pion noir sur case noire e7 · Pion noir sur case blanche f7 · Pion noir sur case noire g7 · Pion noir sur case blanche h7 · Pion blanc sur case blanche a2 · Pion blanc sur case noire b2 · Pion blanc sur case blanche c2 · Pion blanc sur case noire d2 · Pion blanc sur case blanche e2 · Pion blanc sur case noire f2 · Pion blanc sur case blanche g2 · Pion blanc sur case noire h2 · Fou blanc sur case noire a1 · Cavalier blanc sur case blanche b1 · Tour blanche sur case noire c1 · Fou blanc sur case blanche d1 · Cavalier blanc sur case noire e1 · Roi blanc sur case blanche f1 · Tour blanche sur case noire g1 · Dame blanche sur case blanche h1 | Fou noir sur case blanche a8 · Cavalier noir sur case noire b8 · Tour noire sur case blanche c8 · Fou noir sur case noire d8 · Cavalier noir sur case blanche e8 · Roi noir sur case noire f8 · Tour noire sur case blanche g8 · Dame noire sur case noire h8 · Pion noir sur case noire a7 · Pion noir sur case blanche b7 · Pion noir sur case noire c7 · Pion noir sur case blanche d7 · Pion noir sur case noire e7 · Pion noir sur case blanche f7 · Pion noir sur case noire g7 · Pion noir sur case blanche h7 · Pion blanc sur case blanche a2 · Pion blanc sur case noire b2 · Pion blanc sur case blanche c2 · Pion blanc sur case noire d2 · Pion blanc sur case blanche e2 · Pion blanc sur case noire f2 · Pion blanc sur case blanche g2 · Pion blanc sur case noire h2 · Fou blanc sur case noire a1 · Cavalier blanc sur case blanche b1 · Tour blanche sur case noire c1 · Fou blanc sur case blanche d1 · Cavalier blanc sur case noire e1 · Roi blanc sur case blanche f1 · Tour blanche sur case noire g1 · Dame blanche sur case blanche h1 | Fou noir sur case blanche a8 · Cavalier noir sur case noire b8 · Tour noire sur case blanche c8 · Fou noir sur case noire d8 · Cavalier noir sur case blanche e8 · Roi noir sur case noire f8 · Tour noire sur case blanche g8 · Dame noire sur case noire h8 · Pion noir sur case noire a7 · Pion noir sur case blanche b7 · Pion noir sur case noire c7 · Pion noir sur case blanche d7 · Pion noir sur case noire e7 · Pion noir sur case blanche f7 · Pion noir sur case noire g7 · Pion noir sur case blanche h7 · Pion blanc sur case blanche a2 · Pion blanc sur case noire b2 · Pion blanc sur case blanche c2 · Pion blanc sur case noire d2 · Pion blanc sur case blanche e2 · Pion blanc sur case noire f2 · Pion blanc sur case blanche g2 · Pion blanc sur case noire h2 · Fou blanc sur case noire a1 · Cavalier blanc sur case blanche b1 · Tour blanche sur case noire c1 · Fou blanc sur case blanche d1 · Cavalier blanc sur case noire e1 · Roi blanc sur case blanche f1 · Tour blanche sur case noire g1 · Dame blanche sur case blanche h1 | 6 |
| 5 | Fou noir sur case blanche a8 · Cavalier noir sur case noire b8 · Tour noire sur case blanche c8 · Fou noir sur case noire d8 · Cavalier noir sur case blanche e8 · Roi noir sur case noire f8 · Tour noire sur case blanche g8 · Dame noire sur case noire h8 · Pion noir sur case noire a7 · Pion noir sur case blanche b7 · Pion noir sur case noire c7 · Pion noir sur case blanche d7 · Pion noir sur case noire e7 · Pion noir sur case blanche f7 · Pion noir sur case noire g7 · Pion noir sur case blanche h7 · Pion blanc sur case blanche a2 · Pion blanc sur case noire b2 · Pion blanc sur case blanche c2 · Pion blanc sur case noire d2 · Pion blanc sur case blanche e2 · Pion blanc sur case noire f2 · Pion blanc sur case blanche g2 · Pion blanc sur case noire h2 · Fou blanc sur case noire a1 · Cavalier blanc sur case blanche b1 · Tour blanche sur case noire c1 · Fou blanc sur case blanche d1 · Cavalier blanc sur case noire e1 · Roi blanc sur case blanche f1 · Tour blanche sur case noire g1 · Dame blanche sur case blanche h1 | Fou noir sur case blanche a8 · Cavalier noir sur case noire b8 · Tour noire sur case blanche c8 · Fou noir sur case noire d8 · Cavalier noir sur case blanche e8 · Roi noir sur case noire f8 · Tour noire sur case blanche g8 · Dame noire sur case noire h8 · Pion noir sur case noire a7 · Pion noir sur case blanche b7 · Pion noir sur case noire c7 · Pion noir sur case blanche d7 · Pion noir sur case noire e7 · Pion noir sur case blanche f7 · Pion noir sur case noire g7 · Pion noir sur case blanche h7 · Pion blanc sur case blanche a2 · Pion blanc sur case noire b2 · Pion blanc sur case blanche c2 · Pion blanc sur case noire d2 · Pion blanc sur case blanche e2 · Pion blanc sur case noire f2 · Pion blanc sur case blanche g2 · Pion blanc sur case noire h2 · Fou blanc sur case noire a1 · Cavalier blanc sur case blanche b1 · Tour blanche sur case noire c1 · Fou blanc sur case blanche d1 · Cavalier blanc sur case noire e1 · Roi blanc sur case blanche f1 · Tour blanche sur case noire g1 · Dame blanche sur case blanche h1 | Fou noir sur case blanche a8 · Cavalier noir sur case noire b8 · Tour noire sur case blanche c8 · Fou noir sur case noire d8 · Cavalier noir sur case blanche e8 · Roi noir sur case noire f8 · Tour noire sur case blanche g8 · Dame noire sur case noire h8 · Pion noir sur case noire a7 · Pion noir sur case blanche b7 · Pion noir sur case noire c7 · Pion noir sur case blanche d7 · Pion noir sur case noire e7 · Pion noir sur case blanche f7 · Pion noir sur case noire g7 · Pion noir sur case blanche h7 · Pion blanc sur case blanche a2 · Pion blanc sur case noire b2 · Pion blanc sur case blanche c2 · Pion blanc sur case noire d2 · Pion blanc sur case blanche e2 · Pion blanc sur case noire f2 · Pion blanc sur case blanche g2 · Pion blanc sur case noire h2 · Fou blanc sur case noire a1 · Cavalier blanc sur case blanche b1 · Tour blanche sur case noire c1 · Fou blanc sur case blanche d1 · Cavalier blanc sur case noire e1 · Roi blanc sur case blanche f1 · Tour blanche sur case noire g1 · Dame blanche sur case blanche h1 | Fou noir sur case blanche a8 · Cavalier noir sur case noire b8 · Tour noire sur case blanche c8 · Fou noir sur case noire d8 · Cavalier noir sur case blanche e8 · Roi noir sur case noire f8 · Tour noire sur case blanche g8 · Dame noire sur case noire h8 · Pion noir sur case noire a7 · Pion noir sur case blanche b7 · Pion noir sur case noire c7 · Pion noir sur case blanche d7 · Pion noir sur case noire e7 · Pion noir sur case blanche f7 · Pion noir sur case noire g7 · Pion noir sur case blanche h7 · Pion blanc sur case blanche a2 · Pion blanc sur case noire b2 · Pion blanc sur case blanche c2 · Pion blanc sur case noire d2 · Pion blanc sur case blanche e2 · Pion blanc sur case noire f2 · Pion blanc sur case blanche g2 · Pion blanc sur case noire h2 · Fou blanc sur case noire a1 · Cavalier blanc sur case blanche b1 · Tour blanche sur case noire c1 · Fou blanc sur case blanche d1 · Cavalier blanc sur case noire e1 · Roi blanc sur case blanche f1 · Tour blanche sur case noire g1 · Dame blanche sur case blanche h1 | Fou noir sur case blanche a8 · Cavalier noir sur case noire b8 · Tour noire sur case blanche c8 · Fou noir sur case noire d8 · Cavalier noir sur case blanche e8 · Roi noir sur case noire f8 · Tour noire sur case blanche g8 · Dame noire sur case noire h8 · Pion noir sur case noire a7 · Pion noir sur case blanche b7 · Pion noir sur case noire c7 · Pion noir sur case blanche d7 · Pion noir sur case noire e7 · Pion noir sur case blanche f7 · Pion noir sur case noire g7 · Pion noir sur case blanche h7 · Pion blanc sur case blanche a2 · Pion blanc sur case noire b2 · Pion blanc sur case blanche c2 · Pion blanc sur case noire d2 · Pion blanc sur case blanche e2 · Pion blanc sur case noire f2 · Pion blanc sur case blanche g2 · Pion blanc sur case noire h2 · Fou blanc sur case noire a1 · Cavalier blanc sur case blanche b1 · Tour blanche sur case noire c1 · Fou blanc sur case blanche d1 · Cavalier blanc sur case noire e1 · Roi blanc sur case blanche f1 · Tour blanche sur case noire g1 · Dame blanche sur case blanche h1 | Fou noir sur case blanche a8 · Cavalier noir sur case noire b8 · Tour noire sur case blanche c8 · Fou noir sur case noire d8 · Cavalier noir sur case blanche e8 · Roi noir sur case noire f8 · Tour noire sur case blanche g8 · Dame noire sur case noire h8 · Pion noir sur case noire a7 · Pion noir sur case blanche b7 · Pion noir sur case noire c7 · Pion noir sur case blanche d7 · Pion noir sur case noire e7 · Pion noir sur case blanche f7 · Pion noir sur case noire g7 · Pion noir sur case blanche h7 · Pion blanc sur case blanche a2 · Pion blanc sur case noire b2 · Pion blanc sur case blanche c2 · Pion blanc sur case noire d2 · Pion blanc sur case blanche e2 · Pion blanc sur case noire f2 · Pion blanc sur case blanche g2 · Pion blanc sur case noire h2 · Fou blanc sur case noire a1 · Cavalier blanc sur case blanche b1 · Tour blanche sur case noire c1 · Fou blanc sur case blanche d1 · Cavalier blanc sur case noire e1 · Roi blanc sur case blanche f1 · Tour blanche sur case noire g1 · Dame blanche sur case blanche h1 | Fou noir sur case blanche a8 · Cavalier noir sur case noire b8 · Tour noire sur case blanche c8 · Fou noir sur case noire d8 · Cavalier noir sur case blanche e8 · Roi noir sur case noire f8 · Tour noire sur case blanche g8 · Dame noire sur case noire h8 · Pion noir sur case noire a7 · Pion noir sur case blanche b7 · Pion noir sur case noire c7 · Pion noir sur case blanche d7 · Pion noir sur case noire e7 · Pion noir sur case blanche f7 · Pion noir sur case noire g7 · Pion noir sur case blanche h7 · Pion blanc sur case blanche a2 · Pion blanc sur case noire b2 · Pion blanc sur case blanche c2 · Pion blanc sur case noire d2 · Pion blanc sur case blanche e2 · Pion blanc sur case noire f2 · Pion blanc sur case blanche g2 · Pion blanc sur case noire h2 · Fou blanc sur case noire a1 · Cavalier blanc sur case blanche b1 · Tour blanche sur case noire c1 · Fou blanc sur case blanche d1 · Cavalier blanc sur case noire e1 · Roi blanc sur case blanche f1 · Tour blanche sur case noire g1 · Dame blanche sur case blanche h1 | Fou noir sur case blanche a8 · Cavalier noir sur case noire b8 · Tour noire sur case blanche c8 · Fou noir sur case noire d8 · Cavalier noir sur case blanche e8 · Roi noir sur case noire f8 · Tour noire sur case blanche g8 · Dame noire sur case noire h8 · Pion noir sur case noire a7 · Pion noir sur case blanche b7 · Pion noir sur case noire c7 · Pion noir sur case blanche d7 · Pion noir sur case noire e7 · Pion noir sur case blanche f7 · Pion noir sur case noire g7 · Pion noir sur case blanche h7 · Pion blanc sur case blanche a2 · Pion blanc sur case noire b2 · Pion blanc sur case blanche c2 · Pion blanc sur case noire d2 · Pion blanc sur case blanche e2 · Pion blanc sur case noire f2 · Pion blanc sur case blanche g2 · Pion blanc sur case noire h2 · Fou blanc sur case noire a1 · Cavalier blanc sur case blanche b1 · Tour blanche sur case noire c1 · Fou blanc sur case blanche d1 · Cavalier blanc sur case noire e1 · Roi blanc sur case blanche f1 · Tour blanche sur case noire g1 · Dame blanche sur case blanche h1 | 5 |
| 4 | Fou noir sur case blanche a8 · Cavalier noir sur case noire b8 · Tour noire sur case blanche c8 · Fou noir sur case noire d8 · Cavalier noir sur case blanche e8 · Roi noir sur case noire f8 · Tour noire sur case blanche g8 · Dame noire sur case noire h8 · Pion noir sur case noire a7 · Pion noir sur case blanche b7 · Pion noir sur case noire c7 · Pion noir sur case blanche d7 · Pion noir sur case noire e7 · Pion noir sur case blanche f7 · Pion noir sur case noire g7 · Pion noir sur case blanche h7 · Pion blanc sur case blanche a2 · Pion blanc sur case noire b2 · Pion blanc sur case blanche c2 · Pion blanc sur case noire d2 · Pion blanc sur case blanche e2 · Pion blanc sur case noire f2 · Pion blanc sur case blanche g2 · Pion blanc sur case noire h2 · Fou blanc sur case noire a1 · Cavalier blanc sur case blanche b1 · Tour blanche sur case noire c1 · Fou blanc sur case blanche d1 · Cavalier blanc sur case noire e1 · Roi blanc sur case blanche f1 · Tour blanche sur case noire g1 · Dame blanche sur case blanche h1 | Fou noir sur case blanche a8 · Cavalier noir sur case noire b8 · Tour noire sur case blanche c8 · Fou noir sur case noire d8 · Cavalier noir sur case blanche e8 · Roi noir sur case noire f8 · Tour noire sur case blanche g8 · Dame noire sur case noire h8 · Pion noir sur case noire a7 · Pion noir sur case blanche b7 · Pion noir sur case noire c7 · Pion noir sur case blanche d7 · Pion noir sur case noire e7 · Pion noir sur case blanche f7 · Pion noir sur case noire g7 · Pion noir sur case blanche h7 · Pion blanc sur case blanche a2 · Pion blanc sur case noire b2 · Pion blanc sur case blanche c2 · Pion blanc sur case noire d2 · Pion blanc sur case blanche e2 · Pion blanc sur case noire f2 · Pion blanc sur case blanche g2 · Pion blanc sur case noire h2 · Fou blanc sur case noire a1 · Cavalier blanc sur case blanche b1 · Tour blanche sur case noire c1 · Fou blanc sur case blanche d1 · Cavalier blanc sur case noire e1 · Roi blanc sur case blanche f1 · Tour blanche sur case noire g1 · Dame blanche sur case blanche h1 | Fou noir sur case blanche a8 · Cavalier noir sur case noire b8 · Tour noire sur case blanche c8 · Fou noir sur case noire d8 · Cavalier noir sur case blanche e8 · Roi noir sur case noire f8 · Tour noire sur case blanche g8 · Dame noire sur case noire h8 · Pion noir sur case noire a7 · Pion noir sur case blanche b7 · Pion noir sur case noire c7 · Pion noir sur case blanche d7 · Pion noir sur case noire e7 · Pion noir sur case blanche f7 · Pion noir sur case noire g7 · Pion noir sur case blanche h7 · Pion blanc sur case blanche a2 · Pion blanc sur case noire b2 · Pion blanc sur case blanche c2 · Pion blanc sur case noire d2 · Pion blanc sur case blanche e2 · Pion blanc sur case noire f2 · Pion blanc sur case blanche g2 · Pion blanc sur case noire h2 · Fou blanc sur case noire a1 · Cavalier blanc sur case blanche b1 · Tour blanche sur case noire c1 · Fou blanc sur case blanche d1 · Cavalier blanc sur case noire e1 · Roi blanc sur case blanche f1 · Tour blanche sur case noire g1 · Dame blanche sur case blanche h1 | Fou noir sur case blanche a8 · Cavalier noir sur case noire b8 · Tour noire sur case blanche c8 · Fou noir sur case noire d8 · Cavalier noir sur case blanche e8 · Roi noir sur case noire f8 · Tour noire sur case blanche g8 · Dame noire sur case noire h8 · Pion noir sur case noire a7 · Pion noir sur case blanche b7 · Pion noir sur case noire c7 · Pion noir sur case blanche d7 · Pion noir sur case noire e7 · Pion noir sur case blanche f7 · Pion noir sur case noire g7 · Pion noir sur case blanche h7 · Pion blanc sur case blanche a2 · Pion blanc sur case noire b2 · Pion blanc sur case blanche c2 · Pion blanc sur case noire d2 · Pion blanc sur case blanche e2 · Pion blanc sur case noire f2 · Pion blanc sur case blanche g2 · Pion blanc sur case noire h2 · Fou blanc sur case noire a1 · Cavalier blanc sur case blanche b1 · Tour blanche sur case noire c1 · Fou blanc sur case blanche d1 · Cavalier blanc sur case noire e1 · Roi blanc sur case blanche f1 · Tour blanche sur case noire g1 · Dame blanche sur case blanche h1 | Fou noir sur case blanche a8 · Cavalier noir sur case noire b8 · Tour noire sur case blanche c8 · Fou noir sur case noire d8 · Cavalier noir sur case blanche e8 · Roi noir sur case noire f8 · Tour noire sur case blanche g8 · Dame noire sur case noire h8 · Pion noir sur case noire a7 · Pion noir sur case blanche b7 · Pion noir sur case noire c7 · Pion noir sur case blanche d7 · Pion noir sur case noire e7 · Pion noir sur case blanche f7 · Pion noir sur case noire g7 · Pion noir sur case blanche h7 · Pion blanc sur case blanche a2 · Pion blanc sur case noire b2 · Pion blanc sur case blanche c2 · Pion blanc sur case noire d2 · Pion blanc sur case blanche e2 · Pion blanc sur case noire f2 · Pion blanc sur case blanche g2 · Pion blanc sur case noire h2 · Fou blanc sur case noire a1 · Cavalier blanc sur case blanche b1 · Tour blanche sur case noire c1 · Fou blanc sur case blanche d1 · Cavalier blanc sur case noire e1 · Roi blanc sur case blanche f1 · Tour blanche sur case noire g1 · Dame blanche sur case blanche h1 | Fou noir sur case blanche a8 · Cavalier noir sur case noire b8 · Tour noire sur case blanche c8 · Fou noir sur case noire d8 · Cavalier noir sur case blanche e8 · Roi noir sur case noire f8 · Tour noire sur case blanche g8 · Dame noire sur case noire h8 · Pion noir sur case noire a7 · Pion noir sur case blanche b7 · Pion noir sur case noire c7 · Pion noir sur case blanche d7 · Pion noir sur case noire e7 · Pion noir sur case blanche f7 · Pion noir sur case noire g7 · Pion noir sur case blanche h7 · Pion blanc sur case blanche a2 · Pion blanc sur case noire b2 · Pion blanc sur case blanche c2 · Pion blanc sur case noire d2 · Pion blanc sur case blanche e2 · Pion blanc sur case noire f2 · Pion blanc sur case blanche g2 · Pion blanc sur case noire h2 · Fou blanc sur case noire a1 · Cavalier blanc sur case blanche b1 · Tour blanche sur case noire c1 · Fou blanc sur case blanche d1 · Cavalier blanc sur case noire e1 · Roi blanc sur case blanche f1 · Tour blanche sur case noire g1 · Dame blanche sur case blanche h1 | Fou noir sur case blanche a8 · Cavalier noir sur case noire b8 · Tour noire sur case blanche c8 · Fou noir sur case noire d8 · Cavalier noir sur case blanche e8 · Roi noir sur case noire f8 · Tour noire sur case blanche g8 · Dame noire sur case noire h8 · Pion noir sur case noire a7 · Pion noir sur case blanche b7 · Pion noir sur case noire c7 · Pion noir sur case blanche d7 · Pion noir sur case noire e7 · Pion noir sur case blanche f7 · Pion noir sur case noire g7 · Pion noir sur case blanche h7 · Pion blanc sur case blanche a2 · Pion blanc sur case noire b2 · Pion blanc sur case blanche c2 · Pion blanc sur case noire d2 · Pion blanc sur case blanche e2 · Pion blanc sur case noire f2 · Pion blanc sur case blanche g2 · Pion blanc sur case noire h2 · Fou blanc sur case noire a1 · Cavalier blanc sur case blanche b1 · Tour blanche sur case noire c1 · Fou blanc sur case blanche d1 · Cavalier blanc sur case noire e1 · Roi blanc sur case blanche f1 · Tour blanche sur case noire g1 · Dame blanche sur case blanche h1 | Fou noir sur case blanche a8 · Cavalier noir sur case noire b8 · Tour noire sur case blanche c8 · Fou noir sur case noire d8 · Cavalier noir sur case blanche e8 · Roi noir sur case noire f8 · Tour noire sur case blanche g8 · Dame noire sur case noire h8 · Pion noir sur case noire a7 · Pion noir sur case blanche b7 · Pion noir sur case noire c7 · Pion noir sur case blanche d7 · Pion noir sur case noire e7 · Pion noir sur case blanche f7 · Pion noir sur case noire g7 · Pion noir sur case blanche h7 · Pion blanc sur case blanche a2 · Pion blanc sur case noire b2 · Pion blanc sur case blanche c2 · Pion blanc sur case noire d2 · Pion blanc sur case blanche e2 · Pion blanc sur case noire f2 · Pion blanc sur case blanche g2 · Pion blanc sur case noire h2 · Fou blanc sur case noire a1 · Cavalier blanc sur case blanche b1 · Tour blanche sur case noire c1 · Fou blanc sur case blanche d1 · Cavalier blanc sur case noire e1 · Roi blanc sur case blanche f1 · Tour blanche sur case noire g1 · Dame blanche sur case blanche h1 | 4 |
| 3 | Fou noir sur case blanche a8 · Cavalier noir sur case noire b8 · Tour noire sur case blanche c8 · Fou noir sur case noire d8 · Cavalier noir sur case blanche e8 · Roi noir sur case noire f8 · Tour noire sur case blanche g8 · Dame noire sur case noire h8 · Pion noir sur case noire a7 · Pion noir sur case blanche b7 · Pion noir sur case noire c7 · Pion noir sur case blanche d7 · Pion noir sur case noire e7 · Pion noir sur case blanche f7 · Pion noir sur case noire g7 · Pion noir sur case blanche h7 · Pion blanc sur case blanche a2 · Pion blanc sur case noire b2 · Pion blanc sur case blanche c2 · Pion blanc sur case noire d2 · Pion blanc sur case blanche e2 · Pion blanc sur case noire f2 · Pion blanc sur case blanche g2 · Pion blanc sur case noire h2 · Fou blanc sur case noire a1 · Cavalier blanc sur case blanche b1 · Tour blanche sur case noire c1 · Fou blanc sur case blanche d1 · Cavalier blanc sur case noire e1 · Roi blanc sur case blanche f1 · Tour blanche sur case noire g1 · Dame blanche sur case blanche h1 | Fou noir sur case blanche a8 · Cavalier noir sur case noire b8 · Tour noire sur case blanche c8 · Fou noir sur case noire d8 · Cavalier noir sur case blanche e8 · Roi noir sur case noire f8 · Tour noire sur case blanche g8 · Dame noire sur case noire h8 · Pion noir sur case noire a7 · Pion noir sur case blanche b7 · Pion noir sur case noire c7 · Pion noir sur case blanche d7 · Pion noir sur case noire e7 · Pion noir sur case blanche f7 · Pion noir sur case noire g7 · Pion noir sur case blanche h7 · Pion blanc sur case blanche a2 · Pion blanc sur case noire b2 · Pion blanc sur case blanche c2 · Pion blanc sur case noire d2 · Pion blanc sur case blanche e2 · Pion blanc sur case noire f2 · Pion blanc sur case blanche g2 · Pion blanc sur case noire h2 · Fou blanc sur case noire a1 · Cavalier blanc sur case blanche b1 · Tour blanche sur case noire c1 · Fou blanc sur case blanche d1 · Cavalier blanc sur case noire e1 · Roi blanc sur case blanche f1 · Tour blanche sur case noire g1 · Dame blanche sur case blanche h1 | Fou noir sur case blanche a8 · Cavalier noir sur case noire b8 · Tour noire sur case blanche c8 · Fou noir sur case noire d8 · Cavalier noir sur case blanche e8 · Roi noir sur case noire f8 · Tour noire sur case blanche g8 · Dame noire sur case noire h8 · Pion noir sur case noire a7 · Pion noir sur case blanche b7 · Pion noir sur case noire c7 · Pion noir sur case blanche d7 · Pion noir sur case noire e7 · Pion noir sur case blanche f7 · Pion noir sur case noire g7 · Pion noir sur case blanche h7 · Pion blanc sur case blanche a2 · Pion blanc sur case noire b2 · Pion blanc sur case blanche c2 · Pion blanc sur case noire d2 · Pion blanc sur case blanche e2 · Pion blanc sur case noire f2 · Pion blanc sur case blanche g2 · Pion blanc sur case noire h2 · Fou blanc sur case noire a1 · Cavalier blanc sur case blanche b1 · Tour blanche sur case noire c1 · Fou blanc sur case blanche d1 · Cavalier blanc sur case noire e1 · Roi blanc sur case blanche f1 · Tour blanche sur case noire g1 · Dame blanche sur case blanche h1 | Fou noir sur case blanche a8 · Cavalier noir sur case noire b8 · Tour noire sur case blanche c8 · Fou noir sur case noire d8 · Cavalier noir sur case blanche e8 · Roi noir sur case noire f8 · Tour noire sur case blanche g8 · Dame noire sur case noire h8 · Pion noir sur case noire a7 · Pion noir sur case blanche b7 · Pion noir sur case noire c7 · Pion noir sur case blanche d7 · Pion noir sur case noire e7 · Pion noir sur case blanche f7 · Pion noir sur case noire g7 · Pion noir sur case blanche h7 · Pion blanc sur case blanche a2 · Pion blanc sur case noire b2 · Pion blanc sur case blanche c2 · Pion blanc sur case noire d2 · Pion blanc sur case blanche e2 · Pion blanc sur case noire f2 · Pion blanc sur case blanche g2 · Pion blanc sur case noire h2 · Fou blanc sur case noire a1 · Cavalier blanc sur case blanche b1 · Tour blanche sur case noire c1 · Fou blanc sur case blanche d1 · Cavalier blanc sur case noire e1 · Roi blanc sur case blanche f1 · Tour blanche sur case noire g1 · Dame blanche sur case blanche h1 | Fou noir sur case blanche a8 · Cavalier noir sur case noire b8 · Tour noire sur case blanche c8 · Fou noir sur case noire d8 · Cavalier noir sur case blanche e8 · Roi noir sur case noire f8 · Tour noire sur case blanche g8 · Dame noire sur case noire h8 · Pion noir sur case noire a7 · Pion noir sur case blanche b7 · Pion noir sur case noire c7 · Pion noir sur case blanche d7 · Pion noir sur case noire e7 · Pion noir sur case blanche f7 · Pion noir sur case noire g7 · Pion noir sur case blanche h7 · Pion blanc sur case blanche a2 · Pion blanc sur case noire b2 · Pion blanc sur case blanche c2 · Pion blanc sur case noire d2 · Pion blanc sur case blanche e2 · Pion blanc sur case noire f2 · Pion blanc sur case blanche g2 · Pion blanc sur case noire h2 · Fou blanc sur case noire a1 · Cavalier blanc sur case blanche b1 · Tour blanche sur case noire c1 · Fou blanc sur case blanche d1 · Cavalier blanc sur case noire e1 · Roi blanc sur case blanche f1 · Tour blanche sur case noire g1 · Dame blanche sur case blanche h1 | Fou noir sur case blanche a8 · Cavalier noir sur case noire b8 · Tour noire sur case blanche c8 · Fou noir sur case noire d8 · Cavalier noir sur case blanche e8 · Roi noir sur case noire f8 · Tour noire sur case blanche g8 · Dame noire sur case noire h8 · Pion noir sur case noire a7 · Pion noir sur case blanche b7 · Pion noir sur case noire c7 · Pion noir sur case blanche d7 · Pion noir sur case noire e7 · Pion noir sur case blanche f7 · Pion noir sur case noire g7 · Pion noir sur case blanche h7 · Pion blanc sur case blanche a2 · Pion blanc sur case noire b2 · Pion blanc sur case blanche c2 · Pion blanc sur case noire d2 · Pion blanc sur case blanche e2 · Pion blanc sur case noire f2 · Pion blanc sur case blanche g2 · Pion blanc sur case noire h2 · Fou blanc sur case noire a1 · Cavalier blanc sur case blanche b1 · Tour blanche sur case noire c1 · Fou blanc sur case blanche d1 · Cavalier blanc sur case noire e1 · Roi blanc sur case blanche f1 · Tour blanche sur case noire g1 · Dame blanche sur case blanche h1 | Fou noir sur case blanche a8 · Cavalier noir sur case noire b8 · Tour noire sur case blanche c8 · Fou noir sur case noire d8 · Cavalier noir sur case blanche e8 · Roi noir sur case noire f8 · Tour noire sur case blanche g8 · Dame noire sur case noire h8 · Pion noir sur case noire a7 · Pion noir sur case blanche b7 · Pion noir sur case noire c7 · Pion noir sur case blanche d7 · Pion noir sur case noire e7 · Pion noir sur case blanche f7 · Pion noir sur case noire g7 · Pion noir sur case blanche h7 · Pion blanc sur case blanche a2 · Pion blanc sur case noire b2 · Pion blanc sur case blanche c2 · Pion blanc sur case noire d2 · Pion blanc sur case blanche e2 · Pion blanc sur case noire f2 · Pion blanc sur case blanche g2 · Pion blanc sur case noire h2 · Fou blanc sur case noire a1 · Cavalier blanc sur case blanche b1 · Tour blanche sur case noire c1 · Fou blanc sur case blanche d1 · Cavalier blanc sur case noire e1 · Roi blanc sur case blanche f1 · Tour blanche sur case noire g1 · Dame blanche sur case blanche h1 | Fou noir sur case blanche a8 · Cavalier noir sur case noire b8 · Tour noire sur case blanche c8 · Fou noir sur case noire d8 · Cavalier noir sur case blanche e8 · Roi noir sur case noire f8 · Tour noire sur case blanche g8 · Dame noire sur case noire h8 · Pion noir sur case noire a7 · Pion noir sur case blanche b7 · Pion noir sur case noire c7 · Pion noir sur case blanche d7 · Pion noir sur case noire e7 · Pion noir sur case blanche f7 · Pion noir sur case noire g7 · Pion noir sur case blanche h7 · Pion blanc sur case blanche a2 · Pion blanc sur case noire b2 · Pion blanc sur case blanche c2 · Pion blanc sur case noire d2 · Pion blanc sur case blanche e2 · Pion blanc sur case noire f2 · Pion blanc sur case blanche g2 · Pion blanc sur case noire h2 · Fou blanc sur case noire a1 · Cavalier blanc sur case blanche b1 · Tour blanche sur case noire c1 · Fou blanc sur case blanche d1 · Cavalier blanc sur case noire e1 · Roi blanc sur case blanche f1 · Tour blanche sur case noire g1 · Dame blanche sur case blanche h1 | 3 |
| 2 | Fou noir sur case blanche a8 · Cavalier noir sur case noire b8 · Tour noire sur case blanche c8 · Fou noir sur case noire d8 · Cavalier noir sur case blanche e8 · Roi noir sur case noire f8 · Tour noire sur case blanche g8 · Dame noire sur case noire h8 · Pion noir sur case noire a7 · Pion noir sur case blanche b7 · Pion noir sur case noire c7 · Pion noir sur case blanche d7 · Pion noir sur case noire e7 · Pion noir sur case blanche f7 · Pion noir sur case noire g7 · Pion noir sur case blanche h7 · Pion blanc sur case blanche a2 · Pion blanc sur case noire b2 · Pion blanc sur case blanche c2 · Pion blanc sur case noire d2 · Pion blanc sur case blanche e2 · Pion blanc sur case noire f2 · Pion blanc sur case blanche g2 · Pion blanc sur case noire h2 · Fou blanc sur case noire a1 · Cavalier blanc sur case blanche b1 · Tour blanche sur case noire c1 · Fou blanc sur case blanche d1 · Cavalier blanc sur case noire e1 · Roi blanc sur case blanche f1 · Tour blanche sur case noire g1 · Dame blanche sur case blanche h1 | Fou noir sur case blanche a8 · Cavalier noir sur case noire b8 · Tour noire sur case blanche c8 · Fou noir sur case noire d8 · Cavalier noir sur case blanche e8 · Roi noir sur case noire f8 · Tour noire sur case blanche g8 · Dame noire sur case noire h8 · Pion noir sur case noire a7 · Pion noir sur case blanche b7 · Pion noir sur case noire c7 · Pion noir sur case blanche d7 · Pion noir sur case noire e7 · Pion noir sur case blanche f7 · Pion noir sur case noire g7 · Pion noir sur case blanche h7 · Pion blanc sur case blanche a2 · Pion blanc sur case noire b2 · Pion blanc sur case blanche c2 · Pion blanc sur case noire d2 · Pion blanc sur case blanche e2 · Pion blanc sur case noire f2 · Pion blanc sur case blanche g2 · Pion blanc sur case noire h2 · Fou blanc sur case noire a1 · Cavalier blanc sur case blanche b1 · Tour blanche sur case noire c1 · Fou blanc sur case blanche d1 · Cavalier blanc sur case noire e1 · Roi blanc sur case blanche f1 · Tour blanche sur case noire g1 · Dame blanche sur case blanche h1 | Fou noir sur case blanche a8 · Cavalier noir sur case noire b8 · Tour noire sur case blanche c8 · Fou noir sur case noire d8 · Cavalier noir sur case blanche e8 · Roi noir sur case noire f8 · Tour noire sur case blanche g8 · Dame noire sur case noire h8 · Pion noir sur case noire a7 · Pion noir sur case blanche b7 · Pion noir sur case noire c7 · Pion noir sur case blanche d7 · Pion noir sur case noire e7 · Pion noir sur case blanche f7 · Pion noir sur case noire g7 · Pion noir sur case blanche h7 · Pion blanc sur case blanche a2 · Pion blanc sur case noire b2 · Pion blanc sur case blanche c2 · Pion blanc sur case noire d2 · Pion blanc sur case blanche e2 · Pion blanc sur case noire f2 · Pion blanc sur case blanche g2 · Pion blanc sur case noire h2 · Fou blanc sur case noire a1 · Cavalier blanc sur case blanche b1 · Tour blanche sur case noire c1 · Fou blanc sur case blanche d1 · Cavalier blanc sur case noire e1 · Roi blanc sur case blanche f1 · Tour blanche sur case noire g1 · Dame blanche sur case blanche h1 | Fou noir sur case blanche a8 · Cavalier noir sur case noire b8 · Tour noire sur case blanche c8 · Fou noir sur case noire d8 · Cavalier noir sur case blanche e8 · Roi noir sur case noire f8 · Tour noire sur case blanche g8 · Dame noire sur case noire h8 · Pion noir sur case noire a7 · Pion noir sur case blanche b7 · Pion noir sur case noire c7 · Pion noir sur case blanche d7 · Pion noir sur case noire e7 · Pion noir sur case blanche f7 · Pion noir sur case noire g7 · Pion noir sur case blanche h7 · Pion blanc sur case blanche a2 · Pion blanc sur case noire b2 · Pion blanc sur case blanche c2 · Pion blanc sur case noire d2 · Pion blanc sur case blanche e2 · Pion blanc sur case noire f2 · Pion blanc sur case blanche g2 · Pion blanc sur case noire h2 · Fou blanc sur case noire a1 · Cavalier blanc sur case blanche b1 · Tour blanche sur case noire c1 · Fou blanc sur case blanche d1 · Cavalier blanc sur case noire e1 · Roi blanc sur case blanche f1 · Tour blanche sur case noire g1 · Dame blanche sur case blanche h1 | Fou noir sur case blanche a8 · Cavalier noir sur case noire b8 · Tour noire sur case blanche c8 · Fou noir sur case noire d8 · Cavalier noir sur case blanche e8 · Roi noir sur case noire f8 · Tour noire sur case blanche g8 · Dame noire sur case noire h8 · Pion noir sur case noire a7 · Pion noir sur case blanche b7 · Pion noir sur case noire c7 · Pion noir sur case blanche d7 · Pion noir sur case noire e7 · Pion noir sur case blanche f7 · Pion noir sur case noire g7 · Pion noir sur case blanche h7 · Pion blanc sur case blanche a2 · Pion blanc sur case noire b2 · Pion blanc sur case blanche c2 · Pion blanc sur case noire d2 · Pion blanc sur case blanche e2 · Pion blanc sur case noire f2 · Pion blanc sur case blanche g2 · Pion blanc sur case noire h2 · Fou blanc sur case noire a1 · Cavalier blanc sur case blanche b1 · Tour blanche sur case noire c1 · Fou blanc sur case blanche d1 · Cavalier blanc sur case noire e1 · Roi blanc sur case blanche f1 · Tour blanche sur case noire g1 · Dame blanche sur case blanche h1 | Fou noir sur case blanche a8 · Cavalier noir sur case noire b8 · Tour noire sur case blanche c8 · Fou noir sur case noire d8 · Cavalier noir sur case blanche e8 · Roi noir sur case noire f8 · Tour noire sur case blanche g8 · Dame noire sur case noire h8 · Pion noir sur case noire a7 · Pion noir sur case blanche b7 · Pion noir sur case noire c7 · Pion noir sur case blanche d7 · Pion noir sur case noire e7 · Pion noir sur case blanche f7 · Pion noir sur case noire g7 · Pion noir sur case blanche h7 · Pion blanc sur case blanche a2 · Pion blanc sur case noire b2 · Pion blanc sur case blanche c2 · Pion blanc sur case noire d2 · Pion blanc sur case blanche e2 · Pion blanc sur case noire f2 · Pion blanc sur case blanche g2 · Pion blanc sur case noire h2 · Fou blanc sur case noire a1 · Cavalier blanc sur case blanche b1 · Tour blanche sur case noire c1 · Fou blanc sur case blanche d1 · Cavalier blanc sur case noire e1 · Roi blanc sur case blanche f1 · Tour blanche sur case noire g1 · Dame blanche sur case blanche h1 | Fou noir sur case blanche a8 · Cavalier noir sur case noire b8 · Tour noire sur case blanche c8 · Fou noir sur case noire d8 · Cavalier noir sur case blanche e8 · Roi noir sur case noire f8 · Tour noire sur case blanche g8 · Dame noire sur case noire h8 · Pion noir sur case noire a7 · Pion noir sur case blanche b7 · Pion noir sur case noire c7 · Pion noir sur case blanche d7 · Pion noir sur case noire e7 · Pion noir sur case blanche f7 · Pion noir sur case noire g7 · Pion noir sur case blanche h7 · Pion blanc sur case blanche a2 · Pion blanc sur case noire b2 · Pion blanc sur case blanche c2 · Pion blanc sur case noire d2 · Pion blanc sur case blanche e2 · Pion blanc sur case noire f2 · Pion blanc sur case blanche g2 · Pion blanc sur case noire h2 · Fou blanc sur case noire a1 · Cavalier blanc sur case blanche b1 · Tour blanche sur case noire c1 · Fou blanc sur case blanche d1 · Cavalier blanc sur case noire e1 · Roi blanc sur case blanche f1 · Tour blanche sur case noire g1 · Dame blanche sur case blanche h1 | Fou noir sur case blanche a8 · Cavalier noir sur case noire b8 · Tour noire sur case blanche c8 · Fou noir sur case noire d8 · Cavalier noir sur case blanche e8 · Roi noir sur case noire f8 · Tour noire sur case blanche g8 · Dame noire sur case noire h8 · Pion noir sur case noire a7 · Pion noir sur case blanche b7 · Pion noir sur case noire c7 · Pion noir sur case blanche d7 · Pion noir sur case noire e7 · Pion noir sur case blanche f7 · Pion noir sur case noire g7 · Pion noir sur case blanche h7 · Pion blanc sur case blanche a2 · Pion blanc sur case noire b2 · Pion blanc sur case blanche c2 · Pion blanc sur case noire d2 · Pion blanc sur case blanche e2 · Pion blanc sur case noire f2 · Pion blanc sur case blanche g2 · Pion blanc sur case noire h2 · Fou blanc sur case noire a1 · Cavalier blanc sur case blanche b1 · Tour blanche sur case noire c1 · Fou blanc sur case blanche d1 · Cavalier blanc sur case noire e1 · Roi blanc sur case blanche f1 · Tour blanche sur case noire g1 · Dame blanche sur case blanche h1 | 2 |
| 1 | Fou noir sur case blanche a8 · Cavalier noir sur case noire b8 · Tour noire sur case blanche c8 · Fou noir sur case noire d8 · Cavalier noir sur case blanche e8 · Roi noir sur case noire f8 · Tour noire sur case blanche g8 · Dame noire sur case noire h8 · Pion noir sur case noire a7 · Pion noir sur case blanche b7 · Pion noir sur case noire c7 · Pion noir sur case blanche d7 · Pion noir sur case noire e7 · Pion noir sur case blanche f7 · Pion noir sur case noire g7 · Pion noir sur case blanche h7 · Pion blanc sur case blanche a2 · Pion blanc sur case noire b2 · Pion blanc sur case blanche c2 · Pion blanc sur case noire d2 · Pion blanc sur case blanche e2 · Pion blanc sur case noire f2 · Pion blanc sur case blanche g2 · Pion blanc sur case noire h2 · Fou blanc sur case noire a1 · Cavalier blanc sur case blanche b1 · Tour blanche sur case noire c1 · Fou blanc sur case blanche d1 · Cavalier blanc sur case noire e1 · Roi blanc sur case blanche f1 · Tour blanche sur case noire g1 · Dame blanche sur case blanche h1 | Fou noir sur case blanche a8 · Cavalier noir sur case noire b8 · Tour noire sur case blanche c8 · Fou noir sur case noire d8 · Cavalier noir sur case blanche e8 · Roi noir sur case noire f8 · Tour noire sur case blanche g8 · Dame noire sur case noire h8 · Pion noir sur case noire a7 · Pion noir sur case blanche b7 · Pion noir sur case noire c7 · Pion noir sur case blanche d7 · Pion noir sur case noire e7 · Pion noir sur case blanche f7 · Pion noir sur case noire g7 · Pion noir sur case blanche h7 · Pion blanc sur case blanche a2 · Pion blanc sur case noire b2 · Pion blanc sur case blanche c2 · Pion blanc sur case noire d2 · Pion blanc sur case blanche e2 · Pion blanc sur case noire f2 · Pion blanc sur case blanche g2 · Pion blanc sur case noire h2 · Fou blanc sur case noire a1 · Cavalier blanc sur case blanche b1 · Tour blanche sur case noire c1 · Fou blanc sur case blanche d1 · Cavalier blanc sur case noire e1 · Roi blanc sur case blanche f1 · Tour blanche sur case noire g1 · Dame blanche sur case blanche h1 | Fou noir sur case blanche a8 · Cavalier noir sur case noire b8 · Tour noire sur case blanche c8 · Fou noir sur case noire d8 · Cavalier noir sur case blanche e8 · Roi noir sur case noire f8 · Tour noire sur case blanche g8 · Dame noire sur case noire h8 · Pion noir sur case noire a7 · Pion noir sur case blanche b7 · Pion noir sur case noire c7 · Pion noir sur case blanche d7 · Pion noir sur case noire e7 · Pion noir sur case blanche f7 · Pion noir sur case noire g7 · Pion noir sur case blanche h7 · Pion blanc sur case blanche a2 · Pion blanc sur case noire b2 · Pion blanc sur case blanche c2 · Pion blanc sur case noire d2 · Pion blanc sur case blanche e2 · Pion blanc sur case noire f2 · Pion blanc sur case blanche g2 · Pion blanc sur case noire h2 · Fou blanc sur case noire a1 · Cavalier blanc sur case blanche b1 · Tour blanche sur case noire c1 · Fou blanc sur case blanche d1 · Cavalier blanc sur case noire e1 · Roi blanc sur case blanche f1 · Tour blanche sur case noire g1 · Dame blanche sur case blanche h1 | Fou noir sur case blanche a8 · Cavalier noir sur case noire b8 · Tour noire sur case blanche c8 · Fou noir sur case noire d8 · Cavalier noir sur case blanche e8 · Roi noir sur case noire f8 · Tour noire sur case blanche g8 · Dame noire sur case noire h8 · Pion noir sur case noire a7 · Pion noir sur case blanche b7 · Pion noir sur case noire c7 · Pion noir sur case blanche d7 · Pion noir sur case noire e7 · Pion noir sur case blanche f7 · Pion noir sur case noire g7 · Pion noir sur case blanche h7 · Pion blanc sur case blanche a2 · Pion blanc sur case noire b2 · Pion blanc sur case blanche c2 · Pion blanc sur case noire d2 · Pion blanc sur case blanche e2 · Pion blanc sur case noire f2 · Pion blanc sur case blanche g2 · Pion blanc sur case noire h2 · Fou blanc sur case noire a1 · Cavalier blanc sur case blanche b1 · Tour blanche sur case noire c1 · Fou blanc sur case blanche d1 · Cavalier blanc sur case noire e1 · Roi blanc sur case blanche f1 · Tour blanche sur case noire g1 · Dame blanche sur case blanche h1 | Fou noir sur case blanche a8 · Cavalier noir sur case noire b8 · Tour noire sur case blanche c8 · Fou noir sur case noire d8 · Cavalier noir sur case blanche e8 · Roi noir sur case noire f8 · Tour noire sur case blanche g8 · Dame noire sur case noire h8 · Pion noir sur case noire a7 · Pion noir sur case blanche b7 · Pion noir sur case noire c7 · Pion noir sur case blanche d7 · Pion noir sur case noire e7 · Pion noir sur case blanche f7 · Pion noir sur case noire g7 · Pion noir sur case blanche h7 · Pion blanc sur case blanche a2 · Pion blanc sur case noire b2 · Pion blanc sur case blanche c2 · Pion blanc sur case noire d2 · Pion blanc sur case blanche e2 · Pion blanc sur case noire f2 · Pion blanc sur case blanche g2 · Pion blanc sur case noire h2 · Fou blanc sur case noire a1 · Cavalier blanc sur case blanche b1 · Tour blanche sur case noire c1 · Fou blanc sur case blanche d1 · Cavalier blanc sur case noire e1 · Roi blanc sur case blanche f1 · Tour blanche sur case noire g1 · Dame blanche sur case blanche h1 | Fou noir sur case blanche a8 · Cavalier noir sur case noire b8 · Tour noire sur case blanche c8 · Fou noir sur case noire d8 · Cavalier noir sur case blanche e8 · Roi noir sur case noire f8 · Tour noire sur case blanche g8 · Dame noire sur case noire h8 · Pion noir sur case noire a7 · Pion noir sur case blanche b7 · Pion noir sur case noire c7 · Pion noir sur case blanche d7 · Pion noir sur case noire e7 · Pion noir sur case blanche f7 · Pion noir sur case noire g7 · Pion noir sur case blanche h7 · Pion blanc sur case blanche a2 · Pion blanc sur case noire b2 · Pion blanc sur case blanche c2 · Pion blanc sur case noire d2 · Pion blanc sur case blanche e2 · Pion blanc sur case noire f2 · Pion blanc sur case blanche g2 · Pion blanc sur case noire h2 · Fou blanc sur case noire a1 · Cavalier blanc sur case blanche b1 · Tour blanche sur case noire c1 · Fou blanc sur case blanche d1 · Cavalier blanc sur case noire e1 · Roi blanc sur case blanche f1 · Tour blanche sur case noire g1 · Dame blanche sur case blanche h1 | Fou noir sur case blanche a8 · Cavalier noir sur case noire b8 · Tour noire sur case blanche c8 · Fou noir sur case noire d8 · Cavalier noir sur case blanche e8 · Roi noir sur case noire f8 · Tour noire sur case blanche g8 · Dame noire sur case noire h8 · Pion noir sur case noire a7 · Pion noir sur case blanche b7 · Pion noir sur case noire c7 · Pion noir sur case blanche d7 · Pion noir sur case noire e7 · Pion noir sur case blanche f7 · Pion noir sur case noire g7 · Pion noir sur case blanche h7 · Pion blanc sur case blanche a2 · Pion blanc sur case noire b2 · Pion blanc sur case blanche c2 · Pion blanc sur case noire d2 · Pion blanc sur case blanche e2 · Pion blanc sur case noire f2 · Pion blanc sur case blanche g2 · Pion blanc sur case noire h2 · Fou blanc sur case noire a1 · Cavalier blanc sur case blanche b1 · Tour blanche sur case noire c1 · Fou blanc sur case blanche d1 · Cavalier blanc sur case noire e1 · Roi blanc sur case blanche f1 · Tour blanche sur case noire g1 · Dame blanche sur case blanche h1 | Fou noir sur case blanche a8 · Cavalier noir sur case noire b8 · Tour noire sur case blanche c8 · Fou noir sur case noire d8 · Cavalier noir sur case blanche e8 · Roi noir sur case noire f8 · Tour noire sur case blanche g8 · Dame noire sur case noire h8 · Pion noir sur case noire a7 · Pion noir sur case blanche b7 · Pion noir sur case noire c7 · Pion noir sur case blanche d7 · Pion noir sur case noire e7 · Pion noir sur case blanche f7 · Pion noir sur case noire g7 · Pion noir sur case blanche h7 · Pion blanc sur case blanche a2 · Pion blanc sur case noire b2 · Pion blanc sur case blanche c2 · Pion blanc sur case noire d2 · Pion blanc sur case blanche e2 · Pion blanc sur case noire f2 · Pion blanc sur case blanche g2 · Pion blanc sur case noire h2 · Fou blanc sur case noire a1 · Cavalier blanc sur case blanche b1 · Tour blanche sur case noire c1 · Fou blanc sur case blanche d1 · Cavalier blanc sur case noire e1 · Roi blanc sur case blanche f1 · Tour blanche sur case noire g1 · Dame blanche sur case blanche h1 | 1 |
|   | a | b | c | d | e | f | g | h |   |

De toutes les façons, le domaine des variantes du jeu d'échecs (parties) et le domaine des échecs féeriques (problèmes) interagissent fortement et ont en particulier en commun un certain nombre de conditions féeriques et de pièces féeriques. Ce qui est vraiment propre aux problèmes féeriques, ce sont les énoncés féeriques, et ce qui est vraiment propre aux parties féeriques, ce sont les modifications de la position et/ou du matériel initial.
Les variantes nationales du jeu d'échecs plus anciennes que les échecs occidentaux, comme le chaturanga, le chatrang, le xiangqi et le shogi, sont habituellement également appelées variantes du jeu d'échecs en occident. Elles ont de fortes similitudes avec le jeu d'échecs et partagent un ancêtre commun.
On peut même considérer que les échecs occidentaux modernes étaient au départ une variante ! En effet, si l'origine des échecs reste obscure et controversée, on sait que ce jeu fut transmis au VIIe siècle par les Persans aux Arabes, qui le transmirent à leur tour aux Européens chrétiens vers le IXe siècle. Ce jeu, le "shatranj", resta quasiment non modifié jusqu'à ce que quelques intellectuels de Valence en Espagne conviennent de donner plus d'amplitude aux mouvements de la Dame et du Fou vers 1475, révolutionnant ainsi le jeu. Cette « variante » fut rapidement adoptée partout et supplanta le jeu médiéval standard en quelques décennies.
Même si certaines variantes sont à cheval sur plusieurs catégories, on peut classer les variantes obtenues à partir du jeu d'échecs occidental dans les principales catégories suivantes : 
- modifications des règles du jeu (utilisation de conditions féeriques) ;
- modifications liées à l'échiquier ;
- modifications liées au matériel utilisé (utilisation de pièces féeriques) ;
- modifications liées à la position de départ.

## Exemples de variantes du jeu d'échecs traditionnel

### Utilisation de conditions féeriques
Une condition féerique est une modification des règles du jeu d'échecs qui s'applique à l'ensemble ou à un sous-ensemble des pièces présentes.
On peut considérer qu'une variante du jeu d'échecs utilise une condition féerique, lorsqu'au départ de la partie rien n'indique que c'est une partie féerique qui va être jouée.
Toutes les conditions féeriques ne sont pas utilisées pour obtenir des variantes du jeu d'échecs, la majorité n'est utilisée que dans le domaine des échecs féeriques, c'est-à-dire dans des problèmes d'échecs.

### Modifications liées à l'échiquier

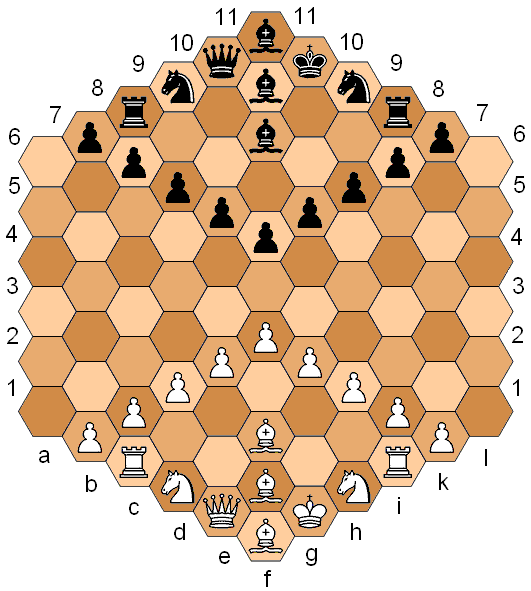
Échecs hexagonaux de Glinski, une des nombreuses variantes du jeu d'échecs.

Remarque : les échecs cylindriques et les échiquiers grille (en) sont considérés comme des conditions féeriques, car il s'agit de modifications des règles de déplacement liées à une représentation abstraite de l'échiquier, mais qui se jouent en fait sur un échiquier ordinaire.
- les échecs circulaires ;
- les échecs cubiques ou échecs à trois dimensions ;
- les échecs hexagonaux qui nécessitent une légère adaptation du nombre de pièces utilisées ;
- les échecs d'Alice (inventés par V.R.Parton) qui se jouent sur deux échiquiers, mais qui peuvent être considérés comme une condition féerique, car on peut matérialiser cette condition en ne jouant que sur un seul échiquier ;
- les échecs forteresse.
- les échecs rollerball.

### Modifications liées au matériel utilisé
Remarque : les échecs janus et les échecs Capablanca nécessitent un échiquier 10 × 8, mais cette modification de l'échiquier est directement liée à la pièce ajoutée.
- Les échecs Janus : deux exemplaires d'une pièce supplémentaire nommée le « janus », qui combine les mouvements du cavalier et du fou, placés sur deux colonnes supplémentaires de l'échiquier ;
- les échecs Capablanca ;
- les échecs Mousquetaire[16], se joue avec un échiquier classique 8x8 et avec un jeu de pièces classiques. Cependant, deux nouvelles pièces sont rajoutées. Le choix de ces nouvelles pièces se fait parmi un large éventail de dix pièces, qui sont comme suit : Leopard, Canon, Archevêque (Archbishop), Chancelier (Chancellor), Éléphant (Elephant), Faucon (Hawk), Forteresse (Fortress), Licorne (Unicorn), Araignée (Spider), Dragon (ou Amazone) ;
- les échecs Seirawan (en) : deux nouvelles pièces féériques sont rajoutées à un échiquier classique et à un jeu de pièces classiques. Ces pièces sont l’Éléphant (Elephant) et le Faucon (Hawk)[17] ;
- de façon générale toute pièce féerique ou ensemble de pièces féeriques peut être utilisée pour créer une variante de jeu d'échecs, mais les pièces féeriques sont surtout utilisées dans les échecs féeriques.

### Modifications liées à la position de départ
- Les échecs aléatoires Fischer : la position de départ des pièces sur les première et huitième rangées est aléatoire.
- Les échecs transcendentaux.
- Les échecs aléatoires Capablanca.

### Modifications liées à l'ordre des coups
- Les échecs marseillais : chaque joueur joue 2 coups légaux de suite.
- Les échecs à 2 coups : idem, mais les deux coups forment une unité : possibilité de rester en échec après le premier coup. Le but est de prendre le roi adverse.
- Les échecs 007 : on joue 3 coups : un pour-soi, un à la place de l'adversaire, et encore un pour-soi.
- Les échecs à mouvements simultanés : les adversaires choisissent secrètement leurs coups et ceux ci sont révélés et résolus en même temps. Cela supprime l'avantage du premier mouvement et donne les mêmes chances à noir et à blanc. Une pièce ne peut pas être déplacée deux tours de suite, et deux pièces qui se déplacent sur la même ligne mais en direction opposée sont toutes les deux capturées si elles se croisent ou finissent sur la même case. Le jeu fini lorsque l'un des rois est capturé.
- Les échecs progressifs : le nombre de coups de chaque joueur augmente progressivement. Les blancs jouent un coup, puis les noirs en jouent deux, puis les blancs en jouent trois, etc. Il n'est possible de mettre le roi en échec qu'au dernier coup joué.

### Modifications hybrides
- « Siamoise », « alimentation » ou « blitz à quatre » : il s'agit d'un blitz où s'affrontent deux équipes de deux joueurs, sur deux échiquiers. L'un des coéquipiers a les noirs sur un échiquier, l'autre les blancs sur le second. Lorsqu'un joueur capture une pièce adverse, il la donne à son coéquipier qui la met en réserve, jusqu'à ce qu'il décide de la placer sur son échiquier, ce qui compte comme un coup. La pièce remise en jeu doit être posée sur une case vide (pas de prise directe d'une pièce adverse, donc) et légale (pas de pion en première ou dernière ligne), habituellement sans faire échec. Bien évidemment, le mat d'un des deux rois entraîne la perte de l'équipe dans son ensemble.
- Qui perd gagne, où le but du jeu est de faire capturer toutes ses pièces par l'adversaire. Les prises sont généralement obligatoires.
- Le Crazyhouse permet de replacer sur l'échiquier des pièces capturées au lieu de jouer un coup.
- Le Roi de la Colline permet de gagner en plaçant son roi sur l'une des cases centrales (d4, d5, e4 ou e5). Les règles restent alors les mêmes que pour une partie classique avec possibilité de gain en mettant le roi adverse « échec et mat ». Cette variante offre des parties plus rapides que le jeu original.
- Le jeu des 3 échecs[18] offre une autre possibilité de gain. Le premier joueur à mettre le roi adverse en échec trois fois (éventuellement d'affilée, selon l'accord convenu en début de partie) gagne. L'échec et mat offre toujours le gain.

## Les variantes régionales du jeu d'échecs
Les variantes suivantes, qui remontent à l'origine du jeu, sont plus populaires dans leur pays d'origine que le jeu d'échecs orthodoxe.
- les échecs chinois ou xiangqi[19] ;
- les échecs japonais ou shōgi[20] ;
- Les échecs coréens ou janggi[21] ;
- les échecs thaïs ou makruk[22] ;
- les échecs birmans ou sit-tu-yin[23] ;
- les échecs éthiopiens ou senterej[24] ;
- les échecs mongols ou shatar[25].

## Les jeux de société dérivés du jeu d'échecs
Les jeux de société dérivés du jeu d'échecs ne sont pas à proprement parler des échecs féeriques, dans le sens où il s'agit de créations originales à but lucratif qui nécessitent un matériel de fait indispensable au déroulement du jeu, alors que la plupart des applications couvertes par le domaine des échecs féeriques renvoient souvent à des problèmes nécessitant un ou plusieurs échiquiers et sets de pièces standards ou à des situations matérialisées sur des feuilles de problèmes d'échecs. Néanmoins, leur valeur ajoutée est dans certains cas bien réelle, entre autres concernant le jeu à 3 et à 4, qui aurait du mal à exister autrement. On peut citer parmi les jeux entrant dans cette catégorie :
- Proteus : variante se jouant avec des dés. Cette pratique remonte aux origines du jeu, qui à l'origine était un jeu de hasard où les mouvements des pièces étaient soumis aux coups de dés.
- Tempête sur l'échiquier 1 et 2 et 2006 de Ludodélire, Variantes et Asmodée ajoute aux règles traditionnelles des événements étranges et souvent loufoques avec des cartes spéciales, comme l'autodéfense. Les versions anglaises Knightmare Chess 1 et 2 s'en inspirent, bien que les graphiques employés ainsi que les pouvoirs de certaines cartes soient différents.
- Tile chess
- Trichess (en) : Variante se jouant sur un plateau hexagonal, où l'aspect stratégique est maintenu par une règle de non-agression stipulant qu'il est interdit de prendre une pièce à un adversaire étant en infériorité numérique d'au moins trois points.
- Chess mutation se joue sur un échiquier dont les cases dictent le déplacement des pièces qui s'y trouvent.
- Les échecs pour 3 joueurs : Delta-Chess 3 a été spécialement conçu pour jouer à 3 aux échecs et il peut aussi se jouer à 2. Les joueurs d'échecs relèvent volontiers le challenge de ce jeu : affronter deux adversaires en jouant sur un plateau qui permet plus de déplacements. Par exemple, la tour et le fou  peuvent se déplacer dans trois directions au lieu de deux. Cette version du jeu d'échecs à trois est unique avec ses cases triangulaires : les trajectoires restent droites et l'esprit de ce jeu millénaire est conservé.
- Les « échecs à trois » ou échecs Yalta : nécessite un échiquier hexagonal et trois jeux de pièces (les blancs, les rouges et les noirs). Les règles habituelles des échecs sont respectées au prix de quelques aménagements mineurs (par exemple, l'ordre de jeu devient blancs-rouges-noirs). Cette variante donne lieu à d'intéressantes situations liées aussi bien à la topologie particulière de l'échiquier (colonnes incurvées, diagonales à trois branches, etc.) qu'aux actions conjointes — parfois bien involontaires — de deux joueurs. Les concepteurs de cette variante l’ont nommé Yalta en référence aux célèbres accords tripartites du même nom.
- Chaos Chessboard : un jeu de 172 cases prévu pour être joué à 4 joueurs : chaque joueur se réserve alors un coin de l'échiquier, les pièces étant réparties sur deux rangées en forme de L par joueur (les coins sont cependant tronqués de sorte que l'échiquier ressemble à un jeu de solitaire dont les coins seraient proportionnellement plus petits).
- Échecs infinis : un jeu de 164 cases développé pour être joué à 4 joueurs : chaque joueur possède un jeu standard, les plateaux s'accolent les uns aux autres pour ajouter d'autres joueurs. Les règles sont conservées, la prise en passant ne se joue pas. Un roi maté rapportera 20 points, un roi pris 10 points. Ce jeu permet de développer des stratégies coopératives, de bluffer, ainsi que de ne pas limiter le nombre de joueurs.